# Strobilanthes nockii
Strobilanthes nockii är en akantusväxtart som beskrevs av Trim.. Strobilanthes nockii ingår i släktet Strobilanthes och familjen akantusväxter. Inga underarter finns listade i Catalogue of Life.